# An Equal Chance
An Equal Chance è un cortometraggio muto del 1913 diretto da E.A. Martin,

## Produzione
Il film fu prodotto dalla Selig Polyscope Company.

## Distribuzione
Distribuito dalla General Film Company, il film - un cortometraggio di una bobina - uscì nelle sale cinematografiche statunitensi il 9 dicembre 1913.